# Beschizii Orientali

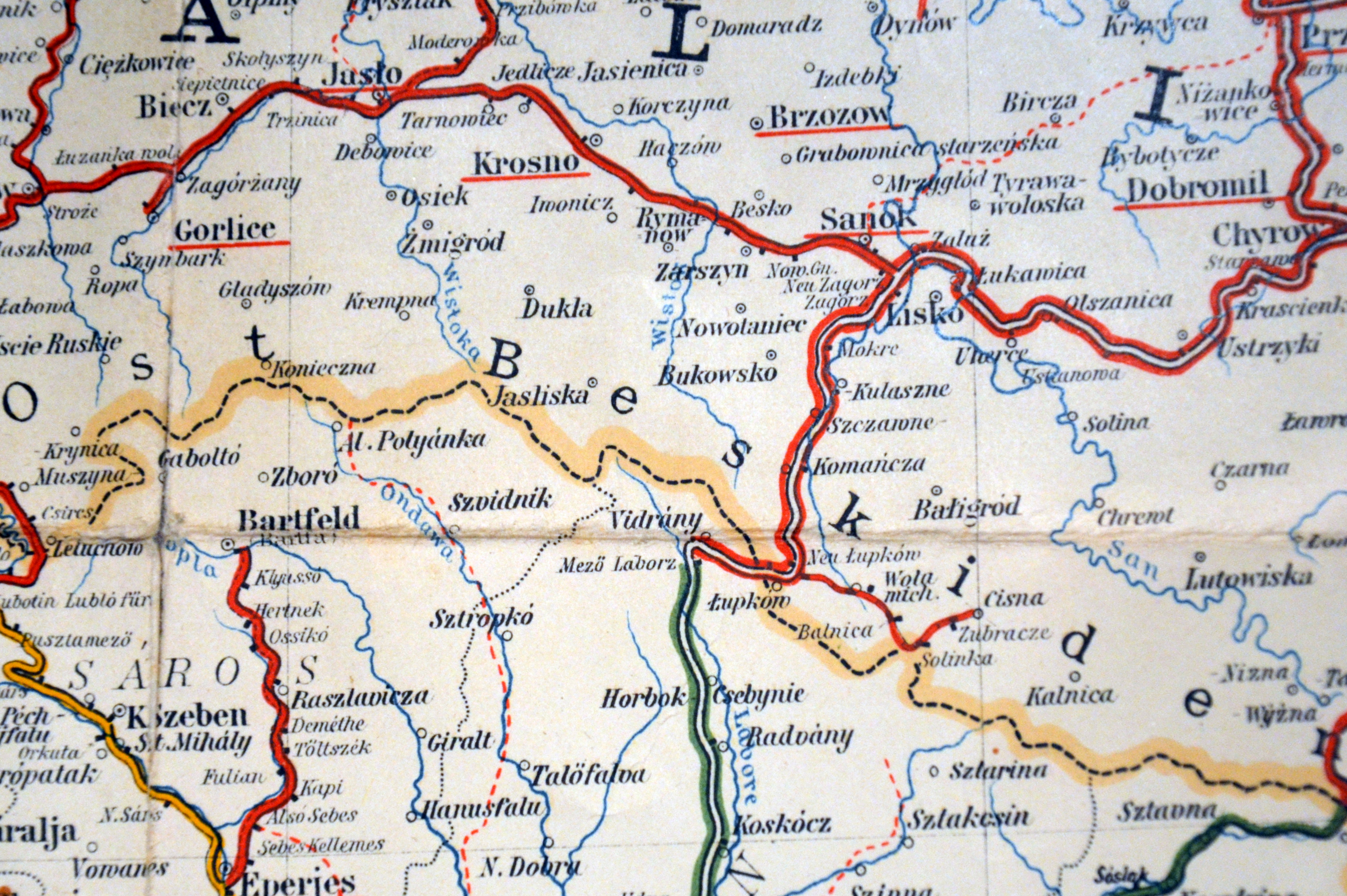
Hartă din 1914 pe care apar Beschizii Orientali

Beschizii Orientali sau Munții Beschizi Orientali (în ucraineană Східні Бескиди, transliterat: Shidni Beskîdî, în poloneză Beskidy Wschodnie, în rusină Выходны Бескиды) este un lanț muntos din Beschizi, în cadrul Carpaților Orientali Exteriori. Ca o continuare a Beschizilor Centrali, acest lanț muntos include colțul extrem de sud-est al Poloniei, colțul extrem de est al Slovaciei și se întinde spre sud prin părțile de vest ale Ucrainei, până la granița României.